# Phantom der Oper (1943)
Phantom der Oper ist eine Filmadaption des gleichnamigen Romans von Gaston Leroux aus dem Jahr 1943. Der Film ist die erste Farbfilmversion des Schauerromans um das entstellte Musikgenie. Regie führte Arthur Lubin, und die Titelrolle spielte Claude Rains.

## Handlung
Nach zwanzig Jahren, die er als Violinist für die Pariser Oper gearbeitet hat, wird der Musiker Erique Claudin entlassen, da er wegen seiner sich ausbreitenden Gicht nicht mehr in der Lage ist, den komplizierteren Violinstimmen zu folgen. Weiterhin droht Claudin die Kündigung seiner Wohnung, da er die Miete nicht bezahlen kann. Als anonymer Gönner hat er über Jahre hinweg sein Gehalt und seine ganzen Ersparnisse in die Gesangsausbildung der jungen Sopranistin Christine Dubois investiert.
Claudins letzte Hoffnung, zu Geld zu kommen, ist der Verkauf eines großen Klavierkonzerts, das er selbst komponiert hat. Er schickt es an den Verlag „Pleyel & Desjardins“. Dort kommt es zu einem folgenschweren Missverständnis: Pleyel wollte sich für Claudin keine Zeit nehmen und kritisierte das Konzert, ohne es überhaupt gehört zu haben. Schwer enttäuscht will Claudin gerade den Raum verlassen, da hört er jemanden im Nebenzimmer das Hauptthema seines Konzerts spielen. Claudin denkt, dass Pleyel ihm sein Lebenswerk stehlen will, worauf er durchdreht, ihm an den Hals fällt und ihn erwürgt. Pleyels Assistentin ergreift in Panik ein Säurebad zum Ätzen von Kupferplatten und schüttet es Claudin ins Gesicht.
Mit Verbrennungen und als Mörder gejagt, flüchtet Claudin in die Abwasserkanäle von Paris und zieht sich letztlich in die Gewölbe unter der Pariser Oper zurück. Von nun an lässt er als das „Phantom der Oper“ nichts mehr unversucht, Christines Karriere zu fördern. So betäubt er während einer Vorstellung die intrigante Operndiva Biancarolli, indem er eine Art Schlafmittel in einen Becher gibt, aus dem sie in ihrer Bühnenrolle unmittelbar vor der Pause trinken muss. Mit ihrem Ausfall muss Christine als Vertreterin einspringen und kann die Herzen des Publikums für sich gewinnen.
Bei der Aufklärung des Zwischenfalls verdächtigt Polizeiinspektor Raoul D'Aubert, ein alter Freund und Verehrer Christines, zunächst den Bariton Anatole Garron, welcher ebenfalls ein Freund und Mentor der Sängerin ist. Garron jedoch verweist auf die Möglichkeit eines jeden, heimlich am Requisitentisch den Becher präpariert haben zu können. Biancarolli glaubt jedoch nicht an ihre attestierte „Ohnmacht“, sondern beschuldigt Christines Verehrer Garron, sie vergiftet haben zu wollen, um Christine den Einsatz zu ermöglichen. Um den Skandal in Grenzen zu halten, entscheiden die Direktoren der Oper, Christines Auftritt gegenüber der Öffentlichkeit zu negieren. Als Reaktion ermordet Claudin die Biancarolli und ihre Zofe nach der nächsten Vorstellung.
Nicht nur im Werben um Christine, sondern auch bei den Ermittlungen geraten Polizeiinspektor Raoul D'Aubert und der Bariton Anatole Garron immer wieder zusammen. Nach und nach kommen sie auch dem wahren Täter auf die Spur, denn bald findet sich der nächste Drohbrief in der Direktion des Hauses ein: Das zwischenzeitlich geschlossene Opernhaus solle wiedereröffnet werden und Christine die Hauptrolle singen. Anderenfalls würde sich eine Katastrophe ereignen. Hier sieht D'Aubert eine Chance, dem „Phantom“ eine Falle zu stellen. Man verweigert die Forderung, setzt eine andere Sängerin ein und platziert verkleidete Polizisten zwischen dem Bühnenpersonal. D'Aubert hat die Hoffnung, den Täter beim Versuch eines Anschlags überwältigen zu können.
Die Folgen dieses Plans sind jedoch verheerend: Das Phantom durchsägt während der Vorstellung ein Kettenglied des acht Tonnen schweren Kronleuchters über dem Zuschauersaal, worauf dieser ins Publikum hinunterstürzt. Im darauf folgenden Chaos aus fliehenden Menschen und der Bergung der Toten und Verletzten gelingt es ihm, die vorher neugierige, jetzt aber schockiert zuschauende Christine in die unterirdischen Gänge und Tunnel der Oper zu entführen. Claudin hat sich dazu als einen mit einem Kostüm getarnten Polizisten ausgegeben. Er hat behauptet, den Auftrag zu haben, sie in Sicherheit zu bringen.
Da D'Auberts Plan auf tragische Weise gescheitert ist, versucht Garron nun eine andere Möglichkeit, das Phantom erneut hervorzulocken. Mit Franz Liszt am Pianoforte, das eilig auf die Bühne gebracht wird, spielt das gesamte Opernorchester die Premiere von Claudins Klavierkonzert, während Garron und D'Aubert seinen Spuren nach unten folgen.
Claudin, der die Musik hört, begibt sich an ein Klavier in seinem Kellerversteck und reiht sich in das Spiel ein. Währenddessen fordert er Christine auf, zu seiner Musik zu singen. Das Hauptthema des ersten Satzes ist nämlich die Adaption eines volkstümlichen Liedes aus der Provence, aus der Claudin und Christine beide stammen. Da Christine noch immer nicht weiß, wer sich hinter dem Phantom verbirgt (Claudin bedeckt seine Gesichtsverätzungen schließlich mit einer Halbmaske), reißt sie ihm die Maske herunter und sieht so sein verstümmeltes Gesicht.
Claudin schreckt auf. Genau in diesem Moment stürzen Garron und D'Aubert herein, auf die er mit einer Machete losgehen will. Inspektor D'Aubert gibt einen Warnschuss nach oben ab, wobei er die poröse Decke des Gewölbes trifft, das dadurch seine Statik verliert, einstürzt und dabei Erique Claudin unter sich begräbt. Den Männern und Christine gelingt im letzten Augenblick die Flucht vor den herabstürzenden Steinblöcken.

## Synchronisation
Die deutsche Synchronfassung entstand bei der Motion Picture Export Association in München. Das Dialogbuch schrieb G.A. von Ihering, während Josef Wolf die Dialogregie übernahm.
| Rolle                        | Schauspieler     | Dt. Synchronstimme       |
| ---------------------------- | ---------------- | ------------------------ |
| Erique Claudin / Das Phantom | Claude Rains     | Hans Hinrich             |
| Christine Dubois             | Susanna Foster   | Elfie Beyer              |
| Anatole Garron               | Nelson Eddy      | Curt Ackermann           |
| Raoul D'Aubert               | Edgar Barrier    | Wolfgang Eichberger      |
| Signor Ferreti               | Leo Carillo      | Harald Wolff             |
| Madame Biancarolli           | Jane Farrar      | Claude Farrell           |
| Lecours                      | Fritz Feld       | Anton Reimer             |
| Villeneuve                   | Frank Puglia     | Klaus W. Krause          |
| Gerard                       | Hume Cronyn      | Michael Tellering        |
| Franz Liszt                  | Fritz Leiber Sr. | Walter Holten            |
| Biancarolli's Zofe           | Elvira Curci     | Gertrud Spalke           |
| Christine's Zofe             | Rosina Galli     | Charlotte Scheier-Herold |

## Auszeichnungen
- Oscar für die beste Ausstattung
- Oscar für die beste Kamera
- Oscarnominierung für die beste Musik
- Oscarnominierung für den besten Ton

## Sonstiges
- Während des ganzen Films gibt es immer wieder Anspielungen, dass Erique Claudin Christines Vater sein könnte, das zeigt sich an der Art, wie er mit ihr spricht „Ich habe Dich schon immer beschützt“, und vor allem auch an seinem Konzert, das auf einem Wiegenlied basiert, das Christine immer wieder singt.

- Wegen des großen Erfolgs von Phantom der Oper war ursprünglich eine Fortsetzung des Films mit dem Titel The Climax, wieder mit Nelson Eddy, Susanna Foster und Claude Rains als Phantom, das den Einsturz des Gewölbes überlebt hat, geplant, die aber wegen Problemen mit dem Drehbuch und der Verfügbarkeit von Claude Rains nie zustande kam. Im Jahr nach Phantom der Oper, 1944, kam The Climax in die Kinos, hat jedoch nichts mehr mit dem Phantom zu tun, Susanna Foster spielt hier eine Sängerin namens Angela, Hauptdarsteller ist Boris Karloff.

- Am Ende des Films gibt es noch einmal eine Kamerafahrt durch das zerstörte Versteck des Phantoms und zeigt seine Maske, die gegen seine alte Violine gelehnt wurde, im Hintergrund hört man das Poltern von Steinen, so als würde jemand graben, was eine klare Andeutung für das Überleben des Phantoms ist, das nun die Oper hinter sich lässt.

- Der Film ist eine der wenigen Verfilmungen des Stoffes, die auf den ersten Artikel „das“ (engl. „the“) verzichtet.

- Das Make-up des Phantoms stammt von Jack Pierce, dem Maskenbildner, der auch die meisten anderen Universal-Monster wie Frankenstein oder den Wolfsmenschen kreierte.

## Kritiken
- „Dekorativ ausgestattete, mit ausgezeichneten Musikpartien angereicherte Neuverfilmung des berühmt gewordenen Stummfilms (1925).“ – Lexikon des internationalen Films[2]

- Eine „ausgezeichnete Adaption von Arthur Lubin, in der der legendäre Claude Rains in die Rolle des Phantoms schlüpfte.“ – Prisma[3]

- „Das erste und beste Remake des Stummfilmklasikers setzt auf Melodramatik und Technicolor.“ – TV Spielfilm[4]

- „(...) viel Opernkunst zu Lasten des Horrors, doch exzellente Farbfotografie (...).“ (Wertung: 3 Sterne = sehr gut) - Adolf Heinzlmeier und Berndt Schulz in Lexikon „Filme im Fernsehen“ (Erweiterte Neuausgabe). Rasch und Röhring, Hamburg 1990, ISBN 3-89136-392-3, S. 641–642.

- „Trotz ausgezeichneter Musikpartien und kriminalistischer Nüchternheit eine anstrengende Nervenmühle.“ - 6000 Filme. Kritische Notizen aus den Kinojahren 1945 bis 1958. Handbuch V der katholischen Filmkritik, 3. Auflage, Verlag Haus Altenberg, Düsseldorf 1963, S. 336.